# ディオゴ・ヴィアナ
ディオゴ・フィリペ・ゲレイロ・ヴィアナ（Diogo Filipe Guerreiro Viana, 1990年2月22日 - ）は、ポルトガル・ファーロ県出身のサッカー選手。ポジションはディフェンダー。

## 経歴
2009年、ECヴィトーリア戦でプロデビューを果たした。2009年6月17日、エールディヴィジに所属するVVVフェンローへレンタル移籍。